# Parapiophila pectiniventris
Parapiophila pectiniventris är en tvåvingeart som först beskrevs av Oswald Duda 1924.  Parapiophila pectiniventris ingår i släktet Parapiophila, och familjen ostflugor. Arten är reproducerande i Sverige.